# Галаго Гранта
Галаго Гранта (лат. Paragalago granti) — вид млекопитающих из семейства галаговых. Распространён в Малави, Мозамбике, Танзании и Зимбабве, в том числе к югу от реки Лимпопо. Обитает в тропических и субтропических сухих лесах, на высотах, как минимум, до 1800 м над уровнем моря. Распространённый вид, которому МСОП присвоил статус «Вызывающие наименьшие опасения».

## Описание
Это небольшой по размерам зверёк. Хвост длинный и хорошо покрыт шерстью. Самцы и самки схожи. Уши длинные и широкие.